# Гардінг-Тауншип (Нью-Джерсі)
Гардінг Тауншип (англ. Harding Township) — селище (англ. township) в США, в окрузі Морріс штату Нью-Джерсі. Населення — 3871 особа (2020).

## Демографія
Згідно з переписом 2010 року, у селищі мешкало 3838 осіб у 1474 домогосподарствах у складі 1126 родин. Було 1610 помешкань
Расовий склад населення:
| - 94,1 % — білих - 2,7 % — азіатів - 1,0 % — чорних або афроамериканців - 0,1 % — корінних американців |

До двох чи більше рас належало 1,7 %. Частка іспаномовних становила 3,5 % від усіх жителів.
За віковим діапазоном населення розподілялося таким чином: 24,0 % — особи молодші 18 років, 55,0 % — особи у віці 18—64 років, 21,0 % — особи у віці 65 років та старші. Медіана віку мешканця становила 48,9 року. На 100 осіб жіночої статі у селищі припадало 93,7 чоловіків;  на 100 жінок у віці від 18 років та старших — 93,1 чоловіків також старших 18 років.
Середній дохід на одне домашнє господарство  становив 270 547 доларів США (медіана — 171 331), а середній дохід на одну сім'ю — 314 670 доларів (медіана — 190 089). Медіана доходів становила 177 500 доларів для чоловіків та 69 167 доларів для жінок. За межею бідності перебувало 3,3 % осіб, у тому числі 3,4 % дітей у віці до 18 років та 2,2 % осіб у віці 65 років та старших.
Цивільне працевлаштоване населення становило 1625 осіб. Основні галузі зайнятості: фінанси, страхування та нерухомість — 26,5 %, науковці, спеціалісти, менеджери — 16,1 %, освіта, охорона здоров'я та соціальна допомога — 12,6 %, виробництво — 12,1 %.